# Іона Крейг
Іона Крейг (1976 року народження) — британсько-ірландська позаштатна журналістка. З 2010 року тематика її репортажів зосереджувалася на Ємені та Аравійському півострові.

## Кар'єра
Крейг народилася й виросла в Глостерширі, Велика Британія, і навчалася у Міському університеті Лондона. Пізніше, навчаючись і працюючи журналістом, паралельно Крейг ще й була кінним тренером і жокеєм.
Будучи стажистом Бі-Бі-Сі, Крейг вивчала арабську мову і в 2010 році переїхала до Сани, Ємен, щоб стати головним редактором «Ємен Таймс». 27 лютого 2013 року Крейг пережила замах на вбивство: таксі, на якому вона їхала, потрапило в засідку і було обстріляне за межами штабу Міністерства оборони Сани. Таксист також вижив. Його швидка реакція у тих обставинах, ймовірно, врятувала життя Іоні Крейг. Вона була останнім акредитованим західним журналістом в країні, й виїхала з Ємену в 2014 році. Відтоді Іона неодноразово поверталася до країни, щоб повідомляти світові про громадянську війну в Ємені, порушення прав людини і гуманітарну кризу країни з обох боків фронту. У 2017 році вона повідомила про трагічний рейд Якла.
Її статті друкувалися в The Times, The Sunday Times, The Irish Times, USA Today, Al Jazeera America, Time (журнал), Foreign Policy, Los Angeles Times, GlobalPost, Index on Censorship, The Intercept і Vice.
Крейг також є представником волонтерського проекту з передачі даних в Ємені.

## Нагороди
Крейг була нагороджена Премією Марти Ґеллгорн у журналістиці в 2014 році. Судді писали про її роботу: «Часто одна, і ризикуючи своїм життям, Іона вже майже чотири роки дає право голосу звичайним людям Ємену, особливо родинам жертв американської» війни з терором".
Премія Frontline Club 2014 — переможець. Крейг отримала нагороду за своє розслідування атаки безпілотними літаками, що призвело до загибелі 12 мирних жителів. Щоб написати статтю, вона сміливо подорожувала під прикриттям до місця подій через шість днів після бомбардування весільного конвою у віддаленому центрі Ємену.
Премія Оруелла за журналістику 2016 року — переможець.
Премія пам'яті Курта Шорка 2016 року — переможець, кращий діяч міжнародної журналістики. Крейг отримала нагороду за розслідування під прикриттям у Ємені.
International Media Awards 2017 року — переможець. Крейг отримала нагороду «Cutting Edge» за свою роботу над єменською кризою.
Премія Джорджа Полка у 2018 році.